# Wykładnia prawa
Wykładnia prawa (zwana także interpretacją prawa lub egzegezą prawniczą) – pojęcie języka prawnego i języka prawniczego, które oznacza ustalenie „właściwego” znaczenia (sensu, zakresu, treści) jakiegoś fragmentu tekstu prawnego.
Można przez nią rozumieć:
- wykładnię prawa w ujęciu pragmatycznym, czyli proces (zespół czynności) zmierzający do ustalenia znaczenia interpretowanego fragmentu tekstu prawnego[1] lub ewentualnie otrzymania znaczenia normy prawnej (wzoru powinnego zachowania) derywowanej z takiego tekstu[2].
- wykładnię prawa w ujęciu apragmatycznym, czyli rezultat wykładni prawa w ujęciu pragmatycznym, tj. ustalone w jej toku znaczenie zinterpretowanego fragmentu tekstu prawnego[1] lub ewentualnie otrzymane w jej toku znaczenie normy prawnej (wzoru powinnego zachowania) derywowanej z takiego tekstu[2].

Przedmiotem wykładni prawa (tym, co jej podlega) jest tekst prawny, a więc przede wszystkim:
- akty prawa stanowionego: konstytucje, ustawy, rozporządzenia, akty prawa miejscowego, akty prawne o charakterze wewnętrznym, regulaminy, statuty itp.
- dotychczas wydane orzeczenia sądowe – zwłaszcza te ich części, jakie mogą mieć jakieś wpływ na to, jak są rozstrzygane są lub powinny być rozstrzygane sprawy przez sądy (gdy orzeczenia te są tzw. precedensami), albo które podlegają później egzekucji (głównie tzw. sentencja wyroku)
- teksty umów oraz innych dokumentów (np. testamentów)
- teksty/wypowiedziane słowa składające się na inne jeszcze wypowiedzi mające jakieś znaczenie w prawie, zwłaszcza tzw. w prawie cywilnym oświadczenia woli[1]

Ponadto przedmiotem wykładni/interpretacji może być zwyczaj prawny oraz zwyczaj, któremu prawo stanowione lub precedensowe, przyznaje możliwość bycia uzupełniającym źródłem prawa, jeśli miałby on formę ustalonej wypowiedzi, a także znaki graficzne, jakie mają wyrażać jakieś normy prawne, takie jak np. znaki drogowe oraz zachowania, jakie mają znaczenie prawne, pod względem komunikatu, jaki chciano nimi przekazać lub jaki pozwala się z nimi skojarzyć, zwłaszcza tzw. w prawie prywatnym oświadczenia woli składane per facta concludentia.
Dyskusyjne pozostaje to, czy przedmiotem wykładni są normy prawne derywowane z poddanego wykładni fragmentu tekstu prawnego czy też normy te wykładni już nie podlegają.
Jest to tzw. wykładnia sensu stricto w odróżnieniu od wykładni sensu largo zwanej też regułami egzegezy, która obejmuje ponadto reguły kolizyjne oraz wnioskowania prawnicze.
Przyczyny powodujące konieczność stosowania wykładni prawa:
- omyłki językowe zawarte w tekstach prawnych;
- zmiany społeczno-gospodarcze lub polityczne;
- nieprzewidzenie wszystkich możliwych do wystąpienia w życiu stanów faktycznych w momencie projektowania/uchwalania danego aktu prawnego;
- wyrażenie się w akcie prawnym w sposób nie odpowiadający intencji prawodawcy;
- zbyt ogólny charakter słów i zwrotów zawartych w tekstach prawnych;
- dążenie do tego, żeby prawo było sprawiedliwe i rozsądne;
- chęć nadania prawu efektywności (skutecznego realizowania celów, jakie chciano za jego pomocą osiągnąć)[6].

## Rodzaje wykładni prawa
Ze względu na tego, kto jej dokonuje
1. Autentyczna – przeprowadza ją ten, od kogo pochodzi akt prawny, w którym znajduje się tekst, jaki ma zostać zinterpretowany – zwłaszcza ten, kto jest autorem takiego tekstu prawnego albo ustanowił zawierający ten tekst akt prawny. Podstawę dla jej dokonywania stanowi zasada cuius est condere, eius est interpretari (eius est interpretari leges, cuius est condere), w myśl której ten, kto jest upoważniony do tworzenia prawa, uprawniony jest też do jego wykładania[7].
2. Legalna (inaczej: urzędowa, formalna, delegowana) – jest przeprowadzana przez podmiot prawnie upoważniony do dokonywania wykładni[7].
3. Operatywna (praktyczna, operacyjna, decyzyjna) – dokonywana jest przez sądowe i pozasądowe organy stosujące prawo w sposób autorytatywny. Poprzedza wydanie wyroku sądowego lub decyzji administracyjnej (urzędowej/urzędniczej). W przypadku gdy dokonują jej sądy, nazywa się ją też czasem wykładnią sądową[8].
4. Wykładnia doktrynalna prawnicza (naukowa) – dokonują jej przedstawiciele doktryny prawniczej (nauki prawa). Jej wyniki można znaleźć przede wszystkim w komentarzach do poszczególnych aktów prawa stanowionego lub ich części, podręcznikach akademickich, artykułach naukowych i glosach do orzeczeń sądowych opublikowanych w prasie prawniczej[8].
5. Wykładnia doktrynalna nieprawnicza – dokonywana jest przez osoby, które nie są z wykształcenia prawnikami, będąc mimo to pasjonatami prawa lub znawcami dziedziny życia, jakiej interpretowane przez nie prawo dotyczy[8].
6. Wykładnia prywatna prawnicza – jest przeprowadzana przez prawników praktyków przy świadczeniu przez nich usług prawnych[9].
7. Wykładnia prywatna nieprawnicza – jest przeprowadzana przez osoby niebędące prawnikami, w szczególności takie, które chcą się zapoznać z prawem jako jego obecni lub potencjalni adresaci[9].
8. Wykładnia uzualna (zwana też quasi-autentyczną) – jest to wykładnia postanowień umowy, jaką faktycznie przyjmowały strony tej umowy po jej zawarciu, lub wykładnia postanowień aktu prawa stanowionego, jaką po wydaniu tego aktu faktycznie przyjmowały organy administracji publicznej, które mają stosować się do tych postanowień lub czuwać nad ich przestrzeganiem/egzekwować je[9].

Ze względu na jej stosunek do obowiązującego prawa
1. Wykładnia secundum legem – jest przeprowadzona tak jak wymaga tego prawo i jej wynik pozostaje dzięki temu w zgodzie z prawem[9].
2. Wykładnia contra legem – nie została przeprowadzona tak jak wymaga tego prawo i jej wynik jest przez to niezgodny z prawem[9].
3. Wykładnia praeter legem – jest dokonywana w sposób, który zgodnie z tym, co przewiduje prawo, nie jest ani wymagany, ani zakazany. Jej wynik nie jest też ani zgodny, ani niezgodny z prawem, jest „obok” (praeter) prawa[9].

Ze względu na stosunek jej rezultatu do literalnego znaczenia językowego interpretowanego tekstu prawnego
1. Literalna – uzyskane w jej wyniku znaczenie pokrywa się z literalnym (dosłownym, „bezpośrednim”) znaczeniem intepretowanego tekstu prawnego[9].
2. Rozszerzająca – uzyskane w jej wyniku znaczenie jest szersze od literalnego (dosłownego, „bezpośredniego”) znaczenia interpretowanego tekstu prawnego[9].
3. Zwężająca – uzyskane w jej wyniku znaczenie jest węższe niż literalne (dosłowne, „bezpośrednie”) znaczenie interpretowanego tekstu prawnego[9].

Ze względu na metodę (sposób) jej dokonywania
1. Językowa (zwana też: gramatyczną, literalną, lingwistyczną, werbalną lub słowną) – polega na dążeniu do ustalenia właściwego znaczenia interpretowanego tekstu prawnego z punktu widzenia języka, w jakim tekst ten jest sformułowany[10].
2. Systemowa (systematyczna) – nakazuje podczas interpretacji jakiegoś fragmentu tekstu prawnego uwzględniać kontekst, w jakim fragment ten się znajduje. Kontekst ten może być zarówno prawny, jak i pozaprawny[11].
3. Celowościowa (zwana inaczej teleologiczną – od greckiego: telos, które oznacza cel – a dawniej też realną) – polega na nadaniu interpretowanemu tekstowi prawnemu takiego znaczenia, jakie będzie odpowiadać celowi (sensowi, istocie, „duchowi”) zawartej w tym tekście regulacji prawnej. W ramach tej wykładni dąży się do uzyskania takiego znaczenia interpretowanego tekstu prawnego, jakie będzie służyło realizacji celu zawartej w nim regulacji prawnej, przy jednoczesnym dążeniu do nieuzyskania takiego znaczenia interpretowanego tekstu prawnego, jakie będzie przeszkadzać w realizacji tego celu, uniemożliwiając lub utrudniając jego urzeczywistnianie. Spośród wielu możliwych znaczeń interpretowanego tekstu prawnego należy wybrać to, jakie będzie w najwyższym stopniu odpowiadać celowi, jaki przyświeca temu tekstowi, tudzież to, jakie będzie w najwyższym stopniu ten cel realizować[12].
4. Funkcjonalna – koncentruje się na funkcji (roli), jaką regulacja prawna pełni w społeczeństwie, w życiu gospodarczym, politycznym, kulturalnym itp.[13]
5. Prounijna (zwana inaczej wykładnią zgodną, przychylną lub przyjazną prawu unijnemu, a dawniej – jak istniała jeszcze Wspólnota Europejska – wykładnią prowspólnotową) – zgodnie z nią prawo krajowe państw będących członkami Unii Europejskiej należy interpretować tak, by – tak dalece, jak jest to możliwe ze względu na ograniczenia, jakie napotyka krajowy interpretator w zakresie odstępowania od literalnego znaczenia interpretowanego tekstu prawnego w ramach znanych mu reguł wykładni prawa – nadać mu znaczenie zbieżne z prawem unijnym[14].
6. Logiczna (uzupełniająca konsekwencyjnie lub kreująco) – oznacza, mające mieć swą podstawę w logice, wnioskowania prawnicze[5].
7. Historyczna (genetyczna) – nakazuje przyjąć takie rozumienie interpretowanego tekstu prawnego, jakie wynika z toku ewolucji danej instytucji/regulacji prawnej w czasie[15].
8. Porównawcza (komparatystyczna, prawnoporównawcza) – poszukuje właściwego znaczenia danego tekstu prawnego w znaczeniu/znaczeniach, jakie mają podobne teksty prawne (odnoszące się do podobnych zagadnień, rodzajów problemów lub instytucji prawnych)[15].
9. Uchylająca (interpretatio derogans) – konstytuują ją reguły kolizyjne[16].

Ze względu na to, czy odbywa się ona w związku z rozpoznawaniem konkretnego przypadku, czy nie
1. In concreto - jest przeprowadzana w związku ze stosowaniem prawa w konkretnych stanach faktycznych[1].
2. In abstracto - jest przeprowadzana bez związku ze stosowaniem prawa w konkretnych stanach faktycznych[1].

## Clara non sunt interpretandaaomnia sunt interpretanda
Rzymskie paremie wyrażają dwa stanowiska dotyczące zasadności stosowania wykładni.
Clara non sunt intepretanda (alternatywnie: in claris non fit interpretatio lub absoluta sententia expositore non indiget) (łac. nie dokonuje się wykładni tego co jasne) reprezentuje pogląd o nie przeprowadzaniu wykładni tekstu prawnego, gdy tekst ten jest jasny i zrozumiały.
Omnia sunt intepretanda (łac. wszystko wymaga wykładni) reprezentuje stanowisko o konieczności dokonywania wykładni tekstu prawnego zawsze, zakładając, że nic nie jest jasne i zrozumiałe przed poddaniem tego czegoś interpretacji.

## Dyrektywy wykładni
Przez dyrektywy wykładni rozumie się dyrektywy rządzące wykładnią w ujęciu pragmatycznym. Teoria prawa wyróżnia trzy zasadnicze grupy dyrektyw wykładni prawa:
- dyrektywy wykładni językowe
- dyrektywy wykładni celowościowej
- dyrektywy wykładni systemowej

O tym z kolei, który rodzaj wykładni, językowa, systemowa, celowościowa, ma być zastosowany w przypadku, gdy prowadzą one do rozbieżnych rezultatów, decydują tzw. dyrektywy preferencji lub dyrektywy wykładni II stopnia (inaczej zwane również metadyrektywami wykładni albo dyrektywami wykładni wyższego rzędu).

### Dyrektywy wykładni językowej
- dyrektywa języka potocznego – zgodnie z nią wyrazy i ich związki użyte w tekście prawnym należy rozumieć tak, jak są one pojmowane w języku potocznym (ogólnym, powszechnym), który oznacza tutaj język, w jakim na co dzień porozumiewają się ludzie, w szczególności w jego pisemnej literackiej odmianie
- dyrektywa języka specjalistycznego – zgodnie z nią wyrazy i ich związki użyte w tekście prawnym należy rozumieć tak, jak są one pojmowane w języku specjalistycznym (przez przedstawicieli danego zawodu, np. lekarzy, budowlańców, ekonomistów)
- dyrektywa języka prawniczego – zgodnie z nią wyrazy i ich związki użyte w tekście prawnym należy rozumieć tak, jak są one pojmowane w języku prawniczym (np. przez sędziów, cywilistów, doradców podatkowych itd.)
- dyrektywa języka prawnego – zgodnie z nią wyrazy i ich związki użyte w tekście prawnym należy rozumieć tak, jak nakazuje je rozumieć samo prawo, tj. zwłaszcza tak, jak wynika to z ich definicji zamieszczonych w takim tekście[19].

Bardziej szczegółowe dyrektywy wykładni językowej to:
- reguła nakazująca rozumieć wyrażenia obecne w tekście prawnym tak, jak wynika to z zasad poprawnej polszczyzny przewidzianych dla treści pisanych
- nakaz opierania się na języku powszechnym, a nie na żargonach, argotach, slangach i dialektach
- reguła każąca przyjąć, że w przypadku wielu znaczeń należy wybrać to, w którym najczęściej (zazwyczaj) dane słowo/wyrażenie jest używane
- zakaz wykładni synonimicznej, zgodnie z którym dwóch różnobrzmiących słów lub zwrotów znajdujących się w tym samym akcie prawnym nie powinno się rozumieć w sposób jednakowy
- zakaz wykładni homonimicznej (nakaz zachowania konsekwencji terminologicznej), według którego to samo słowo lub zwrot użyty kilka razy w tym samym akcie prawnym należy rozumieć tak samo
- zakaz wykładni per non est, zgodnie z którym żadnego fragmentu tekstu prawnego nie wolno traktować tak, jakby był on zbędny
- reguła: lege non distinguente nec nostrum est distinguere, wedle której jeżeli rozróżnień [w ramach danego pojęcia prawnego, przepisu prawnego, instytucji prawnej] nie wprowadza sam interpretowany tekst prawny, to nie powinno się przyjmować ich zachodzenia
- zakaz interpretowania tekstu prawnego tak, jakby obecne w nim były wyrazy, wyrażenia, litery i inne znaki (zwłaszcza interpunkcyjne), których w nim nie użyto
- argument ze znaczenia zwyczajowego, tj. takiego, jakie wykształciło się z biegiem czasu od momentu ustanowienia danej regulacji prawnej zarówno po stronie pierwotnych (bezpośrednich) adresatów prawa, jak i organów władzy publicznej (państwowej i samorządowej)
- reguła, w myśl której w przypadku gdy istnieje więcej niż jedna wersja autentyczna danego tekstu prawnego, należy kierować się tą z nich, której znaczenie językowe jest jasne (nie budzi wątpliwości na gruncie językowym)[20].

Szczególnym przypadkiem wykładni językowej jest nakaz rozumienia takich spójników jak „i”, „lub” oraz „albo” w sensie logicznym, tj. uznawania ich jako wskazujących odpowiednio na: a) koniunkcję; b) alternatywę nierozłączną; c) alternatywę rozłączną.

### Dyrektywy wykładni celowościowej
- argument z konsekwencji (argumentum ad consequentiam), jaki nakazuje tak interpretować tekst prawny, aby prowadził on do pożądanych (najbardziej korzystnych) skutków społecznych, gospodarczych, politycznych, kulturalnych itp.
- argumenty odwołujące się do wiedzy empirycznej i społecznej, która wskazuje na to, jakie rozumienie tekstu prawnego służy najlepiej realizacji celu, jaki przyświeca zawartej w tym tekście regulacji prawnej
- argumentum ad absurdum (argumentum ab absurdo), zgodnie z którym należy tak interpretować tekst prawny, aby nie prowadził on do niedorzeczności, czegoś ewidentnie nierozsądnego, niezasadnego
- argumentum ad iudicium, według którego należy tak interpretować tekst prawny, by był on rozsądny
- zasada, zgodnie z którą przy interpretacji tekstu prawnego powinno się brać pod uwagę to, co powszechnie uchodzi za słuszne, sprawiedliwe, moralnie uzasadnione
- argumentum a rerum natura, a więc argument z istoty rzeczy (istoty danej sprawy)
- argument z celów lub zasad, jakie są inherentne dla danej instytucji prawnej lub społecznej (np. rodziny) * argument z normatywnej natury danego fenomenu ujmowanego gatunkowo, tego, co, jakie cele i potrzeby, jest dla tego fenomenu wrodzone (np. parku rozrywki i parku służącego do odpoczynku)
- argument z koniecznych implikacji (ang. necessary implications), a więc tego, co prawodawca musiał zakładać, przyjmując daną regulację prawną
- zasada proporcjonalności, która nakazuje tak interpretować teksty prawne, aby ciężary, obowiązki i ograniczenia praw jednostek były jak najmniejsze przy poszanowaniu subiektywnego celu poszczególnych regulacji prawnych
- koncepcja przewidująca związanie w prawie konstytucyjnym tylko paradygmatycznymi przypadkami, jakie autorzy tekstu konstytucji mieli na myśli w chwili jego projektowania
- reguła, zgodnie z którą jeżeli poszczególne językowe wersje autentyczne tego samego tekstu prawnego różnią się ze sobą a brak jest wersji rozstrzygającej, to powinno się nadać temu tekstowi takie znaczenie, jakie wynika z celu zawartej w nim regulacji prawnej
- zasada effet utile, w myśl której należy tak interpretować tekst prawny, aby zapewnić mu jak największą skuteczność (urzeczywistnienie jego celu/celów w największym możliwym stopniu)
- reguła, według której powinno się tak interpretować tekst prawny, ażeby żadne z jego postanowień nie było bezskuteczne (ut res valeat quam pereat)[22].

### Dyrektywy wykładni systemowej
- argumentum a rubrica, zgodnie z którym należy brać pod uwagę systematykę wewnętrzną i zewnętrzną aktu prawnego, w jakim umieszczony jest interpretowany fragment tekst prawnego, w tym dziedzinę (gałąź) prawa, do jakiej ten akt się zalicza
- zasada noscitur a sociis, w myśl której słowo jest znane poprzez to, co je otacza
- propozycja ustalania znaczenia danego wyrażenia poprzez sięganie do znaczenia, w jakim to wyrażenie zostało użyte w innych miejscach tego samego tekstu prawnego
- kanon interpretacyjny: ejusdem genris, według którego w przypadku wyrażeń „x, y, z i inne”, „x, y, z i im podobne”, lub „…, w szczególności x, y, z”, zwroty: „i inne”, „i im podobne”, „…” powinno się interpretować jako obejmujące przedmioty, podmioty, relacje i zachowania należące do tego samego gatunku (klasy), do którego należą „x, y, z”
- zasada nakazującą brać pod uwagę styl, w jakim został sporządzony akt prawny, którego słowa lub zwroty są interpretowane
- reguła, wedle której w razie gdy znaczenie jakiegoś wyrażenia nie jest jasne, należy temu wyrażeniu przypisać znaczenie, w jakim najczęściej występuje ono w danym tekście prawnym lub tekstach prawnych w ogólności
- nakaz interpretowania przepisu niższego rzędu (zwłaszcza w zakresie usuwania wieloznaczności lub cienia semantycznego) w zgodzie z przepisem wyższego rzędu, tj. przede wszystkim: postanowień ratyfikowanych umów międzynarodowych, ustaw, rozporządzeń i aktów prawa miejscowego w zgodzie z konstytucją; aktów prawnych rangi ustawowej i podustawowej w zgodzie z umowami międzynarodowymi, na których ratyfikowanie uprzednia zgoda została wyrażona w ustawie; prawa krajowego w zgodzie z prawem unijnym; aktów rangi podustawowej w zgodzie z ustawami, w szczególności tymi, na podstawie i z upoważnienia których zostały one wydane; pochodnego prawa unijnego w zgodzie z unijnym prawem pierwotnym; prawa unijnego w zgodzie z prawem międzynarodowym
- reguła, iż normy (przepisy) prawne niebędące zasadami prawnymi należy interpretować w świetle zasad prawnych, zwłaszcza konstytucyjnych
- reguła, zgodnie z którą wartości i ich hierarchia, jakie zostały przyjęte na użytek interpretacji prawa, powinny być konsekwentnie stosowane w obrębie danej regulacji prawnej (instytucji prawnej), danej gałęzi prawa lub nawet całego danego systemu prawa
- zasada, w myśl której przepisy (normy) prawa powinno się interpretować tak, by uniknąć między nimi sprzeczności lub istnienia luk w prawie
- wytyczna, według której wiążące prawnie precedensy należy interpretować tak, by uniknąć między nimi sprzeczności, w tym poprzez przyjęcie, iż późniejszy z nich został ustanowiony w wyniku wyróżnienia (distinguishing) wcześniejszego
- zasada, podług której pojęcia (terminy) użyte w akcie prawnym wykonawczym (rozporządzeniu, akcie prawa miejscowego) powinno się rozumieć tak, jak są one rozumiane w ustawie, w której zostało umieszczone upoważnienie do wydania tego aktu
- reguła, zgodnie z którą pojęcia (terminy) obecne w danej dziedzinie (gałęzi) prawa należy rozumieć tak, jak są one rozumiane w akcie prawnym, jaki ma podstawowe znaczenie dla tej dziedziny (gałęzi) prawa, zwłaszcza w tzw. „kodeksie”, „prawie”, „ordynacji”
- zasada, w myśl której pojęcia (terminy, instytucje) występujące w prawie należy rozumieć tak, jak są one rozumiane w dziedzinie (gałęzi) prawa, jaka jest dla tych pojęć (terminów, instytucji) pierwotna
- reguła każącą przyjąć, iż poszczególne słowa nie tylko wpływają na znaczenie słów sąsiednich, ale mają swój sens tylko wtedy, gdy są traktowane jako elementy pewnej całości
- domniemanie zgodności przepisu prawa niższego rzędu z przepisem prawa wyższego rzędu
- domniemanie braku luk i sprzeczności w prawie
- domniemanie użycia w tekście umowy pojęć (terminów) w znaczeniu, jakie te pojęcia (terminy) posiadają w dziedzinie (gałęzi) prawa, w ramach której ta umowa jest zawierana lub której dotyczy jej przedmiot
- argumentum a coherentia (argument z koherencji, spójności), zgodnie z którym tekst prawny należy interpretować tak, aby regulacje prawne obecne w danym systemie (porządku) prawnym nie były ze sobą niezgodne pod względem aksjologicznym (na poziomie chronionych przez nie wartości i realizowanych celów)
- nakaz brania pod uwagę przy interpretacji tekstu prawnego jego kontekstu społecznego, ekonomicznego, kulturowego i politycznego
- idea żywej konstytucji, zgodnie z którą postanowienia konstytucyjne zmieniają swoje znaczenie wraz ze zmieniającymi się potrzebami i poglądami społecznymi, przy tym szczególnie istotne są tu tzw. „momenty konstytucyjne”, w których na skutek mobilizacji społeczeństwa dochodzi do zmiany rządzących i wartości przez nich promowanych/akceptowanych
- wytyczna nakazująca nadanie interpretowanemu tekstowi prawnemu takiego znaczenia, jakie stanowi efektywny środek zaradzenia problemom, jakich pojawienie się w społeczeństwie spowodowało, że ten tekst powstał
- reguła, zgodnie z którą należy dążyć do nadania tekstowi prawnemu znaczenia, jakie godzi (harmonizuje) wszystkie językowe wersje autentyczne tego tekstu w przypadku gdy takich wersji jest więcej niż jedna, a żadna z nich nie została wytypowana na wersję rozstrzygającą
- zasada, według której ilekroć istnieje wiele autentycznych wersji językowych danego tekstu prawnego i żadna z nich nie jest wersją rozstrzygającą, powinno się nadać temu tekstowi znaczenie, jakie jest wspólne dla wszystkich tych wersji lub ich przeważającej liczby
- reguła, zgodnie z którą jeżeli tekst prawny posiada wiele językowych wersji autentycznych, z których żadna nie została wytypowana na wersję rozstrzygającą, to w razie gdy wersje te okażą się ze sobą rozbieżne, należy oprzeć się na „wersji roboczej”, tj. tej z nich, która stanowiła podstawę sporządzenia pozostałych (była tłumaczona na inne języki) tudzież która była przedmiotem negocjacji (obrad, postępowania) lub w języku której negocjacje (obrady, postępowanie) nad nią były prowadzone[23].